# 리베레츠주

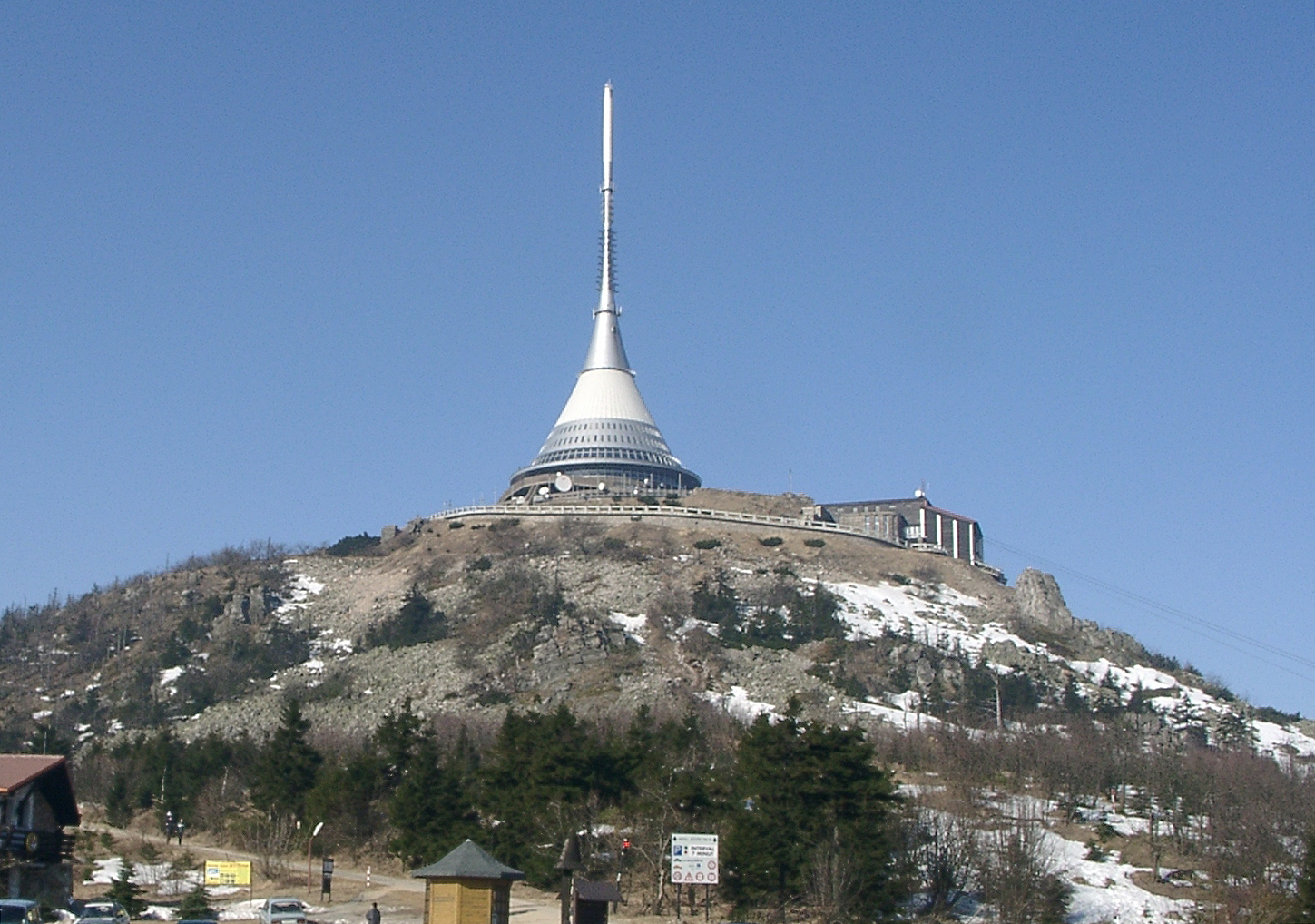
예슈테트 산 정상 부근에 있는 TV 타워

리베레츠 주의 위치

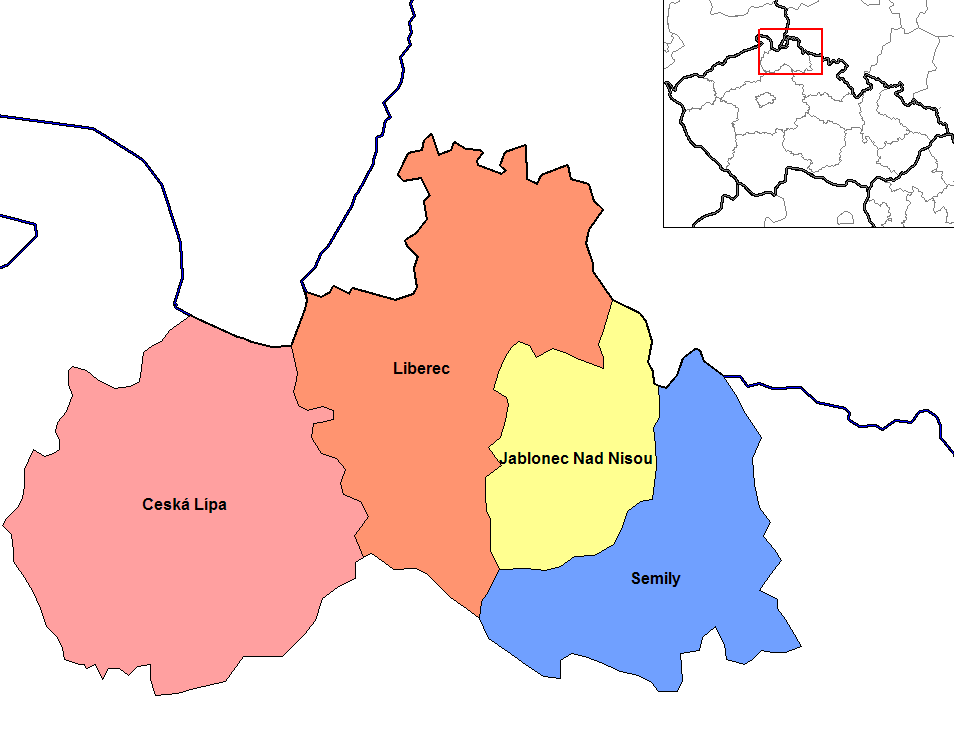
리베레츠 주가 관할하는 구

리베레츠주(체코어: Liberecký kraj 리베레츠키 크라이[*])는 체코 보헤미아 지방 북부에 위치한 주로, 주도는 리베레츠이며 면적은 3,163km2, 인구는 447,848명(2011년 3월 기준), 인구 밀도는 142명/km2이다. 4개 구(리베레츠구, 세밀리구, 야블로네츠나트니소우구, 체스카리파구)를 관할한다.
북쪽으로는 독일, 폴란드와 국경을 접하며 남동쪽으로는 흐라데츠크랄로베 주, 남쪽으로는 중앙보헤미아 주, 남서쪽과 서쪽으로는 우스티주와 접한다.

주기
주 문장